# 이포드로모 데 라 카스테야나
이포드로모 데 라 카스테야나(스페인어: Hipódromo de la Castellana, 카스테야나 경마장)는 에스타디오 델 이포드로모(스페인어: Estadio del Hipódromo)로도 알려진 스포츠 시설로, 스페인 마드리드의 파세오 데 라 카스테야나 옆에 있었다. 경마장은 알폰소 12세와 오를레앙의 메르세데스의 결혼을 축하하기 위해 1878년 1월 31일에 건립되었다.
경기장은 공학자 프란시스코 보게린이 세웠으며, 마드리드에 지어진 최초의 "공식" 상설 경마장이었다. 이포드로모가 철거된 자리에는 현재 누에보스 미니스테리오스의 정부 청사 건물이 자리잡았는데, 개장 당시 경기장은 마드리드 외곽에 있었다. 한창 운영하던 시절 이곳은 상류층과 귀족의 모임터로도 활용되었다. 파세오 데 라 카스테야나의 북측 확장 공사로 이포드로모가 폐장되었고, 결국 1933년에 철거되었다. 20세기 중반을 기점으로 주 경마장 기능은 이포드로모 데 라 사르수엘라가 대체했다.

## 축구
20세기 초부터 이포드로모 경기장은 축구 경기도 주최했다. 축구 경기 시설이 캄포 데 오도넬로 바뀌고 폐장하기 전까지, 여기에서 4차례 주요 컵대회 결승전을 치렀다.
이포드로모 경기장에서 열린 주요 경기로는 다음과 같다:
- 코파 데 라 코로나시온 결승전 (알폰소 13세의 즉위를 기념하는 대회로, 스페인 축구 컵대회인 코파 델 레이로 간주되지 않는다)
- 1903 코파 델 레이 결승전
- 1906 코파 델 레이 결승전
- 1907 코파 델 레이 결승전

## 기타
에어쇼를 주최하기도 하였다.